# For What It's Worth (The Cardigans)
For What It's Worth è un singolo del gruppo musicale svedese The Cardigans, pubblicato nel 2003 ed estratto dal loro quinto album in studio Long Gone Before Daylight.

## Tracce
- CD Singolo

1. For What It's Worth - 4:18
2. Das Modell ('00) - 2:53

- Maxi Singolo

1. For What It's Worth - 4:18
2. The Road - 6:52
3. For What It's Worth (Polar Session '01) - 4:16
4. Das Modell ('00) - 2:53